# Fonction L
 (novembre 2023).
- Si vous ne connaissez pas le sujet, laissez ce bandeau (vous pouvez alors contacter les auteurs).
- Si vous supprimez le contenu mis en cause (vous pouvez préalablement contacter les auteurs),

argumentez précisément cette suppression dans la page de discussion
(un manque de référence n'est pas un argument ; une recherche réelle de référence doit avoir été effectuée, être formellement documentée).

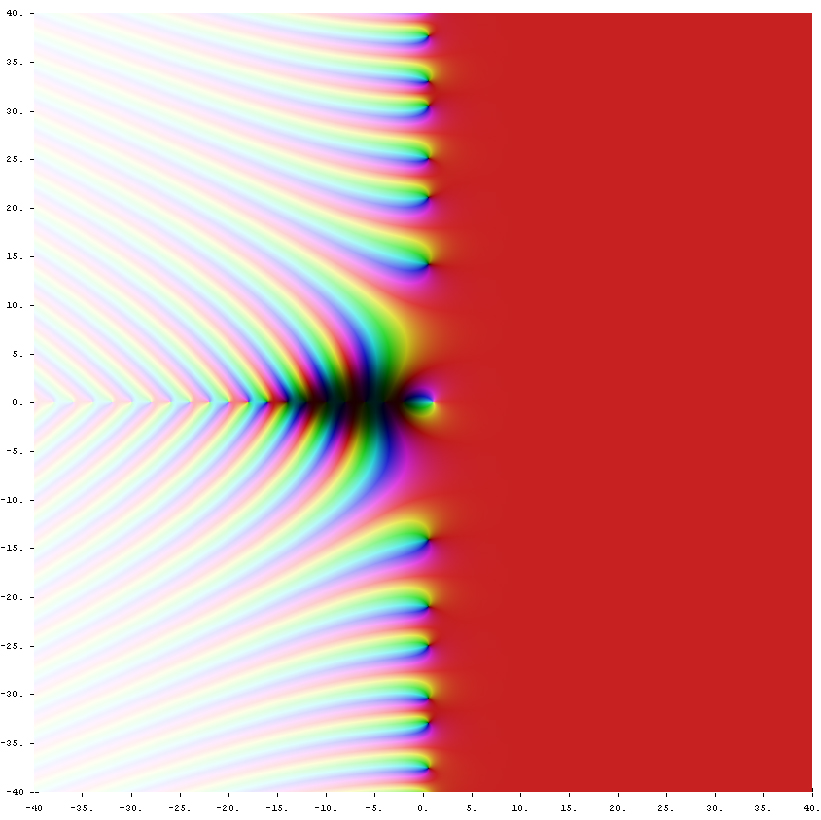
Représentation de la fonction ζ de Riemann, exemple le plus classique de fonction L

En mathématiques, la théorie des fonctions L est devenue une branche très substantielle, et encore largement « conjecturelle », de la théorie analytique des nombres contemporaine. On y construit de larges généralisations de la fonction zêta de Riemann et même des séries L associées à un caractère de Dirichlet et on y énonce de manière systématique leurs propriétés générales, qui dans la plupart des cas sont encore hors de portée d'une démonstration. 

## Les fonctions L
Pour commencer, il faut distinguer la série L (par exemple les séries de Dirichlet) et la fonction L (par exemple la fonction zêta de Riemann, une fonction L d'un cas particulier des séries Dirichlet). 
La fonction L est le prolongement analytique au plan complexe de la série L. 
Les constructions générales démarrent avec une série L, d'abord définie comme une série de Dirichlet, puis développée en un produit eulérien, indexé par des nombres premiers. Des estimations[De quoi ?] sont requises pour démontrer que cela[Quoi ?] converge dans une moitié droite du plan complexe.
Il est alors sensé[Pour qui ?] de conjecturer un prolongement méromorphe dans le plan complexe, qu'on appellera une fonction L. Dans les cas classiques[évasif], on[Qui ?] sait que l'information utile est contenue dans les valeurs et le comportement de la fonction L aux points où la série diverge. Le terme général[Quoi ?] de fonction L comprend beaucoup de types connus de fonctions zêta. La classe de Selberg est une tentative pour axiomatiser les propriétés essentielles des fonctions L et encourager l'étude des propriétés communes à toutes ces fonctions plutôt que de chaque fonction L isolément.

## Exemples de fonctions L
- la fonction ζ de Riemann, qui est l'exemple le plus classique ;
- les fonctions L associées aux formes modulaires via la transformation de Mellin ;
- les fonctions L associées aux caractères, qui permettent notamment de démontrer le théorème de Dirichlet sur les nombres premiers dans les progressions arithmétiques ;
- les fonctions L des motifs.

### Information conjecturale
On peut lister les caractéristiques des exemples connus de fonctions L que l'on[Qui ?] souhaiterait voir généralisées[réf. nécessaire] :
- localisation des zéros et des pôles ;
- équation fonctionnelle (fonction L) relative à certaines droites verticales Re (s) = constante ;
- valeurs intéressantes aux valeurs entières[pas clair].

Un travail détaillé[réf. nécessaire] a produit un grand corps de conjectures plausibles, par exemple à propos du type exact d'équation fonctionnelle qui devrait être vérifiée. Comme la fonction zêta de Riemann est reliée, par ses valeurs aux entiers positifs pairs et négatifs impairs, aux nombres de Bernoulli, on[Qui ?] recherche une généralisation appropriée de ce phénomène. Sur cette question, des résultats[réf. nécessaire] ont été obtenus[Par qui ?] pour ce que l'on appelle les fonctions L p-adiques, qui décrivent certains modules de Galois.

### L'exemple de la conjecture de Birch et Swinnerton-Dyer
Un des exemples les plus influents, tant pour l'histoire des fonctions L les plus générales que comme problème de recherche encore ouvert, est la conjecture développée par Bryan Birch et Peter Swinnerton-Dyer au début des années 1960[réf. nécessaire]. 
Elle s'applique à une courbe elliptique E, et le problème qu'elle essaie de résoudre est la prédiction du rang d'une courbe elliptique sur l'ensemble des nombres rationnels, c'est-à-dire le nombre de générateurs libres de son groupe de points rationnels. Beaucoup de travaux précédents dans ce domaine ont commencé à être unifiés autour d'une meilleure connaissance des fonctions L[réf. nécessaire]. 
Ceci joua le rôle d'un exemple paradigmatique dans la théorie naissante des fonctions L[réf. nécessaire].

### Essor de la théorie générale
Ce développement[Lequel ?] précéda le programme de Langlands de quelques années, et peut être considéré[Par qui ?] comme complémentaire : le travail de Langlands est largement lié aux fonctions L d'Artin, qui, comme celles de Hecke, avaient été définies plusieurs décennies plus tôt[réf. nécessaire].
Graduellement il devint plus clair dans quel sens[pas clair] on pouvait faire fonctionner la construction de Hasse-Weil[Quoi ?] pour obtenir des fonctions L valides : dans le sens analytique ; les données de départ devaient venir de l'analyse, plus précisément de l'analyse automorphe. Le cas général unifie maintenant[Quand ?] à un niveau conceptuel de nombreux programmes de recherche différents[réf. nécessaire].
Quelques liens pour aller plus loin :
- Hypothèse de Riemann généralisée
- Conjecture d'Artin sur les fonctions L
- Conjecture de Shimura-Taniyama-Weil